# La Terre vue du ciel (film)
Pour les articles homonymes, voir La Terre vue du ciel.
Pour plus de détails, voir Fiche technique et Distribution.
La Terre vue du ciel est un documentaire français réalisé par Renaud Delourme en 2004, présentant la planète au travers d'images tant magnifiques qu'alarmantes sur l'avenir.

## Synopsis
Le film est tiré des photos du livre de Yann Arthus-Bertrand La Terre vue du ciel. Avec comme prétexte les histoires qu’un homme raconte à un enfant avant qu’il ne s’endorme, Renaud Delourme met en exergue le paradoxe entre la nature et l’humanité, et comment l'homme bouleverse cet équilibre : avancée du désert sur les villes, agriculture et élevage intensifs, entraînant pollution et déforestation .

## Fiche technique
- Titre : La Terre vue du ciel
- Réalisation : Renaud Delourme
- Scénario : Yann Arthus-Bertrand, Renaud Delourme et Patrick Vanetti
- Musique : Armand Amar
- Photographie : Laurent Fleutot et Daniel Marchetti
- Société de production : Montparnasse Productions et Altitude
- Société de distribution : Haut et Court (France)
- Pays :  France
- Genre : documentaire
- Durée : 67 minutes
- Dates de sortie : 
  -  France : 22 septembre 2004

## Distribution
- Bernard Giraudeau : La voix de l'homme
- Nils Hugon : la voix de l'enfant